# Menneus capensis
Espèce
Synonymes
- Avellopsis capensis Purcell, 1904

Menneus capensis est une espèce d'araignées aranéomorphes de la famille des Deinopidae.

## Distribution
Cette espèce est endémique du Cap-Occidental en Afrique du Sud,.

## Description
Le mâle décrit par Coddington, Kuntner et Opell en 2012 mesure 6,5 mm et la femelle 10,0 mm. Les mâles mesurent de 5,0 à 7,0 mm et les femelles de 8,5 à 11,4 mm.

## Étymologie
Son nom d'espèce, composé de cap et du suffixe latin -ensis, « qui vit dans, qui habite », lui a été donné en référence au lieu de sa découverte, la colonie du Cap.

## Publication originale
- Purcell, 1904 : Descriptions of new genera and species of South African spiders. Transactions of the South African Philosophical Society, vol. 15, p. 115-173 (texte intégral).